# ジョジョの奇妙な冒険 黄金の旋風
『ジョジョの奇妙な冒険 黄金の旋風』（ジョジョのきみょうなぼうけん おうごんのかぜ）は、2002年7月25日にカプコンが発売した荒木飛呂彦の漫画『ジョジョの奇妙な冒険』Parte5『黄金の風』を題材にしたPlayStation 2用ソフト。ジャンルは黄金体験アドベンチャー。2007年9月20日にBest版が発売された。

## 概要
同社から発売されたPlayStation版『ジョジョの奇妙な冒険』の続編。2D対戦型格闘ゲームだった前作とは異なり、本作は1人プレイ専用の3Dアクションアドベンチャーゲームとなっているが、基本的なシステムは継承されている。本作においても本体モードとスタンドモードを使い分けながら敵と戦うバトルシステムは健在であるほか、前作で好評を博した「スーパーストーリーモード」がゲーム面、演出面ともに強化されて実装されている。
グラフィック面では、カプコン独自の技術「アーティストゥーン」（トゥーンレンダリングの一種）の採用により、『ジョジョ』のキャラクターを3DCGで忠実に立体化している。
ストーリーはジョルノ・ジョバァーナがギャング「パッショーネ」に入団し、そこで出会った仲間たちとともに次々と襲い来る敵のスタンド使いを自らのスタンドを駆使して撃退することで展開していく。

## システム
以下の説明におけるボタンは標準設定。
モード切り替え
L1ボタンで本体モード・スタンドモードを切り替える。本体モード時は特定の技を出すときのみスタンドが出現する。スタンドモード時は常にスタンドが現れ、自動的に敵本体の方を向く。
移動
左スティックまたは方向キーで歩く。本体モード時は、左スティックを深く倒すとダッシュする。
回避
○ボタンを押すと、前転などをして攻撃をかわす。本体モード時は左スティックを入れた方向に回避する。スタンドモード時は前後左右の4方向にしか回避できないが、回避中に□ボタンで回避攻撃を出せる。
ガード
スタンドモード時は、正面からの攻撃をスタンドが自動的にガードし、この際にスタンドゲージが減る。本体モードでは一切ガードできない。
スタンドゲージ
スタンドモード時はスタンドゲージが減り続け、本体モード時は時間と共に回復する。スタンドに攻撃がヒットすると、スタンドゲージは大幅に減る。攻撃を受けてスタンドゲージが空になるとスタンドクラッシュが起こり、大きくよろめいた上、一定時間スタンドによる技が使えなくなる。
スタンドシュート
R1ボタンで、スタンドを前方に打ち出す攻撃をする。タメで威力・性能が変化する。
通常攻撃
□ボタンで出す、連打の効く攻撃。
ダッシュ攻撃
本体モードでダッシュ中に□ボタンを押すと、走りながら攻撃する。
強押し攻撃
スタンドモード時にキャラクターの向きに対して前後左右いずれかに左スティックを入れながら□ボタンを強く押すと、通常攻撃と異なる技が出る。
必殺技
×ボタンでキャラクター・スタンド特有の攻撃をする。
特殊行動
△ボタンで出す、当て身技・移動技などの特別な技。
受け身
吹っ飛ばされた際、壁か地面にぶつかる瞬間にいずれかのボタンを押すと、スタンドを出してダウンを回避する。スタンドクラッシュ中は出来ない。
移動起きあがり
ダウンから起きあがるときに左スティックを入れると、その方向に転がりながら起きあがる。

## モード
スーパーストーリーモード
原作に沿った流れでバトルを展開する。原作の場面を自分のプレイで再現すると「シークレットファクター」が入手できる。最終的に入手したシークレットファクターと残り体力に応じて「ジョジョアビリティ」が蓄積される。
アナザーストーリーモード
原作の組み合わせとは異なるキャラクターで敵と戦う。シークレットファクターはないが、残り体力に応じたジョジョアビリティを入手できる。
ギャラリーモード
設定資料、ストーリードラマ、サウンドテストなど。ジョジョアビリティを貯めると新しいものが観られるようになる。
オプションモード
システムやコントローラの設定。

## 登場キャラクター
詳細は黄金の風#登場人物を参照。

### 使用可能キャラクター

#### ブチャラティチーム
- ジョルノ・ジョバァーナ（声：朴璐美[2]）
- ブローノ・ブチャラティ（声：櫻井孝宏[2]）
- レオーネ・アバッキオ（声：稲田徹[2]）
- グイード・ミスタ（声：伊藤健太郎[2]）
- ナランチャ・ギルガ（声：瀧本富士子[2]）
- パンナコッタ・フーゴ（声：三浦祥朗[2]）
- トリッシュ・ウナ（声：夏樹リオ[2]）

#### その他
- ジャン＝ピエール・ポルナレフ（声：根岸朗[2]）

### 敵キャラクター

#### パッショーネ
- ディアボロ（声：宮本充[2]） / ドッピオ
- ポルポ（声：岸祐二[2]）
- カルネ
- チョコラータ（声：石野竜三[2]）
- セッコ（声：うすいたかやす[2]）

#### 暗殺チーム
- ホルマジオ（声：岸祐二[2]）
- イルーゾォ（声：根岸朗[2]）
- プロシュート（声：うすいたかやす[2]）
- ペッシ（声：西村朋紘[2]）
- ギアッチョ（声：西村朋紘[2]）

### その他のキャラクター
- 涙目のルカ（声：西村朋紘[2]）
- ペリーコロ（声：伊藤健太郎[2]）

#### ギャラリーモードに登場するキャラクター
- ズッケェロ（声：石野竜三[2]）
- サーレー（声：木内秀信[2]）
- メローネ（声：木内秀信[2]） / ベイビィ・フェイス（声：木内秀信[3]）
- リゾット[4]
- スクアーロ（声：木内秀信[2]）
- ティッツァーノ（声：石野竜三[2]）
- スコリッピ（声：木内秀信[2]）

## スタッフ
- プランニング：NAKANO TAU Masahiro（中野正弘）、Neo.G -H.Ishizawa-（石澤英敏）、大橋守、谷口岳史、伊津野英昭
- プログラミング：石川善行、中川裕史、Daisuke Nakamura、森田久美子、廣門輝明、KAW-TLD（川瀬学）、K.Sometani（染谷勝彦）、H.M.D.（松嶋延幸）、TEAM ACR
- スクロールデザイン：Sawatch、SAIWAI-（幸優介）、Fuzii-Peliko（藤井紀秀）、田中誠、中山貴之、長田晋輔
- モデリング＆テクスチャデザイン：YU-SUKE（山本祐介）、Koki（木下晃城）、m.konsan（近藤正規）、大島達也、KOZONO YOSHI
- モーションワーク：KANA（藤岡要）、Eriri Kimoto（中村会里）、Nara（奈良裕之）、宮本慎弥、Chimorin Shogun（千本啓五）、U-GEN（祐源宏史）、RINBOKU OHNO、佐藤正嗣、秋田喜彦、A-KO
- エフェクトデザイン：D-KURITA
- デモディレクション：ballboy
- アシスタントペインター：田村千津子
- ミュージックコンポーズ：高野充彦
- ミュージックアドバイザー：竹原裕子
- サウンド＆ボイスエディット：h-ohno（大野博司）
- マスタリングエンジニア：瀧本和也
- タイトルロゴデザイン：UKABIN（鵜飼敏）
- インストラクションデザイン：SAKOMIZU（迫水新一郎）
- レコーディングスタジオ：神南スタジオ
- レコーディングディレクター：藤山房伸、小泉紀介
- レコーディングエンジニア：HITOSHI YAMADA
- サウンドマネージメントディレクター：小野義徳
- スペシャルサンクス：SANKODA（三小田憲正）、西山奈緒美、松田年晃、芥川貴子、伊加井努、松本裕司、山本由里子、大野哲也 、HIRONORI OJIMA、堀之内健、石田義則、船原邦夫、小林康浩、中原顕介、青木美智代、佐藤直人、N HARUKAWA Matsuo、Masato Beltz Nanba、Yasuo EKEI Takayama、JUN KAISER SAKAUE、kozo Matsumura、Naoyuki NT Miki、Yusaku YK Ueno、Yasuyuki SW Kakiuchi、Kazuo Sakata、MIYUKI NAGASAWA.、Masae Yumoto、M HIGUCHI S...、Yousuke Sato、TARO SUWABE、Takeshi risu Yoshida、Nobuyoshi Yoshioka、Hideaki Otani、Tomohisa Mori、Kosuke Maeda、Weekly jump ALL STAFF、荒木飛呂彦
- アシスタントプロデューサー：寺田隆良
- プロデューサー：須藤克洋
- ゼネラルプロデューサー：船水紀孝
- エグゼクティブプロデューサー：岡本吉起

## 備考
- 先着購入者特典として「荒木飛呂彦描き下ろしプレミアムポスター」が付いてくる。
- ゲームロムのジャケットには、主人公のジョルノ・ジョバァーナではなくブローノ・ブチャラティが描かれている。
- タイトルの『黄金の旋風』は荒木飛呂彦の命名。
- スーパーストーリーモードやストーリードラマのナレーションは置鮎龍太郎が担当している。
- 当初は空条承太郎（声：稲田徹）および広瀬康一（声：夏樹リオ）も登場する予定でアフレコも行われたが、結局登場しないことになった。サウンドトラックにはその一部が収録されている。また、広瀬康一のみCGモデルが用意されていた。
- 一部の音楽に前作BGMのアレンジバージョンが使用されている。

## 関連商品
- サウンドトラック - 『ジョジョの奇妙な冒険 黄金の旋風 オリジナル・サウンドトラック』 2002年8月21日
- 攻略本 - 『ジョジョの奇妙な冒険 黄金の旋風のすべて』2002年8月30日 ISBN 978-4087791884